# Dave Roland
Dave Roland (Toxteth, 1954/55 - Liverpool, 6 de abril de 2020) fue un sobreviviente de la Tragedia de Hillsborough que apareció en una foto icónica de las secuelas del desastre.
Nació en Toxteth y vivió en el área de Woolton de Liverpool.
Trabajó en Doorset Technology en Speke y planeó retirarse a fines de 2020.
Era fanático de David Bowie.

## Tragedia de Hillsborough
Él y su amigo John Owen intentaron ayudar a Henry Rogers, un joven de 17 años que murió en el campo. Se puso en contacto con los padres de Henry para hacerles saber que su hijo no había estado solo cuando murió y que asistió al funeral. 
Su hija, Michelle Hopwood, dijo que le llevó mucho tiempo hablar con otros sobre sus experiencias en el partido donde fue atrapado contra una barrera de aplastamiento, vio miedo en los atrapados a su alrededor e intentó ayudar a un niño cercano. Poco a poco dejó de asistir a los partidos de fútbol después del desastre de Hillsborough, ya que se volvió demasiado doloroso para él. 
Él y su esposa Christine se separaron dos años después del desastre, aunque se mantuvieron amistosos hasta su muerte en 2019.
Apareció en una fotografía de las secuelas del desastre, sentado con la cabeza entre las manos después del desastre. A menudo negó que la foto fuera de él, aunque su familia creía que lo dijo porque los recuerdos de ese día eran demasiado dolorosos para él.
Testificó en la investigación de 2015 sobre el desastre de Hillsborough. Según su hija, encontró una sensación de cierre al testificar y sintió que era importante, aunque estaba temblando en el viaje en automóvil al juzgado. 

## Muerte
Estaba sano, aunque su hija creía que había contraído COVID-19 antes del cierre del fútbol. Solo mostró síntomas de cansancio, pero colapsó y lo llevaron al hospital. 
Su hija anunció que había muerto en el hospital Royal Liverpool a los 65 años el 6 de abril de 2020 después de contraer COVID-19.